# 時のシルエット
『時のシルエット』（ときのシルエット）は、aikoのメジャー通算10枚目のオリジナル・アルバム。2012年6月20日にポニーキャニオンから発売された。

## 解説
ベスト・アルバム『まとめI』『まとめII』から1年4ヶ月ぶり、オリジナル・アルバムとしては『BABY』から2年3ヶ月ぶりの新作で、2012年唯一のCD作品。初回限定盤のみ、カラートレイ仕様。タイトルについてaikoは「少しずつ変化していく毎日のシルエットを刻んだ曲を集めたようなアルバムになれば」と話している。

## キャンペーン
これまではオリジナル・アルバム発売前の1カ月前後にシングルをリリースしていたが、本作は2011年11月発売の「ずっと」を最後にリリースがなかったため、アルバムプロモーションのテレビ出演等では主に「くちびる」を歌唱する事が多かった。リリースの時期には、阪急電鉄車内で中吊り広告があった。

## チャート成績
7月2日付のオリコン週間アルバムランキングでは約10万枚を売上、首位を獲得。2012年発売の女性シンガーソングライターのアルバムとしては初の首位で最高初動売上を記録。

## トラックリスト
| 全作詞・作曲: AIKO、全編曲: 島田昌典（13：吉俣良）。 |                        |       |            |      |
| #                                                    | タイトル               | 作詞  | 作曲・編曲 | 時間 |
| 1.                                                   | 「Aka」                | AIKO  | AIKO       | 6:01 |
| 2.                                                   | 「くちびる」           | AIKO  | AIKO       | 5:34 |
| 3.                                                   | 「白い道」             | AIKO  | AIKO       | 4:26 |
| 4.                                                   | 「ずっと」             | AIKO  | AIKO       | 4:58 |
| 5.                                                   | 「向かいあわせ」       | AIKO  | AIKO       | 5:02 |
| 6.                                                   | 「冷たい嘘」           | AIKO  | AIKO       | 4:39 |
| 7.                                                   | 「運命」               | AIKO  | AIKO       | 4:17 |
| 8.                                                   | 「恋のスーパーボール」 | AIKO  | AIKO       | 4:31 |
| 9.                                                   | 「クラスメイト」       | AIKO  | AIKO       | 5:04 |
| 10.                                                  | 「雨は止む」           | AIKO  | AIKO       | 4:34 |
| 11.                                                  | 「ドレミ」             | AIKO  | AIKO       | 5:02 |
| 12.                                                  | 「ホーム」             | AIKO  | AIKO       | 4:45 |
| 13.                                                  | 「自転車」             | AIKO  | AIKO       | 5:41 |
| 合計時間:                                            | 合計時間:              | 64:34 |            |      |

## 曲解説
1. Aka (6:01)[1]
7月25日付USENJ-POP総合チャートで1位を獲得[6]。発売から1ヶ月以上経過し、アルバムのリード曲ではない楽曲としては女性歌手として初の快挙[6]。
2013年の年明け直後に1度のみオンエアされた「NEW YEAR CM」で流された。
2. くちびる (5:34)[1]
伊藤園「2つの働き カテキンジャスミン茶」CMソング[4][7]。
日本テレビ系情報番組『スッキリ!!』2012年6月度エンディングテーマ。
ミュージック・ビデオが制作され、リリース前からオンエアされている。
2012年5月4日放送のテレビ朝日系『ミュージックステーション2時間SP』で初披露、同日のTOKYO FM『SCHOOL OF LOCK!』でフルサイズが初放送された[3]。
本作のプロモーションの際に歌唱されることが多く、第63回NHK紅白歌合戦を含め、2012年にaikoが出演した音楽番組の殆んどで本曲を歌唱している。
3. 白い道 (4:26)[1]
4. ずっと (4:58)[1]
29thシングル。
フジテレビ系テレビドラマ『蜜の味〜A Taste Of Honey〜』主題歌。
2012年の年明け直後に1度のみオンエアされた「NEW YEAR CM」でも流された。
5. 向かいあわせ (5:02)[1]
27thシングル。
東宝配給映画『ダーリンは外国人』主題歌。
大サビで、最初の『あぁ また』が『あぁ やだ』と誤字されている。
6. 冷たい嘘 (4:39)[1]
7. 運命 (4:17)[1]
8. 恋のスーパーボール (4:31)[1]
28thシングル（両A面）1曲目。
カルピス「カルピスウォーター」CMソング。
9. クラスメイト (5:04)[1]
10. 雨は止む (4:34)[1]
11. ドレミ (5:02)[1]
12. ホーム (4:45)[1]
28thシングル（両A面）2曲目。
東宝配給映画『阪急電車 片道15分の奇跡』主題歌。
13. 自転車 (5:41)[1]
編曲：吉俣良
2011年の年明け直後に1度のみオンエアされた「NEW YEAR CM」にて未発表曲として流されたが、1年半越しにCD化された。

## 演奏
- aiko：Vocals&All Background Vocals
- 島田昌典
  - Piano (#1-10.12.13)
  - Hammond (#1.3-9.12.13)
  - Percussion (#1.3-13)
  - Fender Rhodes (#2.8.9)
  - Moog Synthesizer,Programming  (#2)
  - Wurlitzer (#3.10.11)
  - Mellotron (#4.6)
  - Glockenspiel (#5.6)
  - Baby Organ (#11)
- 佐野康夫：Drums (#1.2.3.4.6-10.12.13)
- 美久月千晴：Bass (#1.3.5.6.9.12.13)
- 弥吉淳二
  - Guitars (#1.3.4.6.8.9.10.12.13)
  - Electric Guitar (#7)
- クラッシャー木村ストリングス：Strings (#1.2.9)
- 沖山優司：Bass (#2.4.8.10)
- 狩野良昭：Guitars (#2)
- 真部裕ストリングス：Strings (#3.4.8.12.13)
- 河村智康：Drums (#5)
- 藤井謙二：Guitars (#5)
- 落合徹也ストリングス：Strings (#5)
- 須長和広：Bass (#7)
- 浜口高知
  - Electric Guitar (#7)
  - Acoustic Guitar (#11)
- 坂田学：Drums (#11)